# Chirimoya (Guanajuato)
Chirimoya es una localidad del estado mexicano de Guanajuato. Es parte del municipio de San Felipe.

## Demografía
| Gráfica de evolución demográfica |
|                                  |

| Censo | Población |
| ----- | --------- |
| 1940  | 171       |
| 1950  | 225       |
| 1960  | 252       |
| 1970  | 556       |
| 1980  | 328       |
| 1990  | 713       |
| 2000  | 775       |
| 2010  | 1 014     |
| 2020  | 1 127     |